# Алтухова, Галина Алексеевна
Галина Алексеевна Алтухова (род. 1940, Харьков) — советский и российский библиотековед, профессор библиотековедения.

## Биография
Родилась 7 мая 1940 года в Харькове. В 1950-х годах переехала в РСФСР и поселилась в Казани. В 1959 году поступила на филологический факультет КазГУ, который окончила в 1964 году. Сразу же после окончания КазГУ переехала в Караганду и работала учительницей средней школы вплоть до 1966 года. С 1966 по 1970 год трудилась в Министерстве высшего и среднего образования РСФСР. В 1971 году устроилась на работу в МГИК, где работает и по настоящее время. До 1979 года работала учёным секретарём, одновременно с этим с 1979 по 1981 год прошла аспирантские курсы с защитой аспирантуры, а затем в том же году и кандидатской диссертации. После успешной сдачи аспирантуры, была зачислена в качестве преподавателя на кафедру библиотековедения, на которой она работает и поныне. В 2002 году защитила докторскую диссертацию. Входит в состав диссертационного совета МГУКИ.

## Научные работы
Основные научные работы посвящены библиотечному обслуживанию, профессиональной этики библиотекаря и речевой культуре.

## Семья
- Муж — Валерий Лаврович Алтухов (1937—2023), кандидат философских наук, научный редактор журнала «Свободная мысль».
  - Дочь — Иветта Валерьевна Алтухова (род. в 1967), окончила режиссерский факультет МГИКа и факультет журналистики МГУ, работает на телеканале «Вести 24».
  - Дочь — Екатерина Валерьевна Алтухова (род. в 1972) — окончила философский факультет МГУ, живет в Швеции.